# Analytische Task Force
Die Analytische Task Force (ATF) sind Spezialeinheiten zur Erkennung und Bekämpfung biologischer, chemischer oder radiologischer Gefahren in Deutschland, wobei der Schwerpunkt auf der chemischen Analytik liegt. Diese Einheiten sind in der Regel bei Berufsfeuerwehren stationiert, die über große Erfahrung in der Bewältigung von CBRN-Einsätzen verfügen, und werden durch das Bundesamt für Bevölkerungsschutz und Katastrophenhilfe materiell ausgestattet, koordiniert und ausgebildet.
Sie bilden die 4. und höchste Versorgungsstufe im Bevölkerungsschutz Deutschlands. Die ATF-Einheiten sind damit nicht nur eine Ergänzung regulärer Einheiten, sondern auch spezieller ABC-Dienste einschließlich der Schnelleinsatzgruppen Gefährliche Stoffe und Güter und ähnlicher Einrichtungen. Die ATF dient daher der Unterstützung bei schwersten CBRN-Einsätzen. Die Anforderungswege in den Ländern sind landestypisch gestaltet, laufen aber alle über das Gemeinsame Melde- und Lagezentrum des Bundes und der Länder.
Eine ATF-Einheit besteht aus einem Einsatzleitwagen (ELW ATF), einem CBRN-Erkundungswagen sowie einem Gerätewagen Analytische Task Force (GW ATF). Eine Erweiterung des Fuhrparks ist derzeit beim BBK in Planung.

## Geschichte
Im Jahr 2002 wurde von den Ländern die „Neue Strategie zum Schutze der Bevölkerung in Deutschland“ auf den Weg gebracht, die die Einrichtung von Spezialeinheiten („Task Forces“), wie beispielsweise auch der Medizinischen Task Force (MTF) vorsieht. An vier Pilotstandorten (Feuerwehr Hamburg, Feuerwehr Mannheim, Landeskriminalamt Berlin, Institut der Feuerwehr Sachsen-Anhalt) wurde von 2002 bis 2006 die praktische Umsetzung erprobt. Die Feuerwehren Dortmund, Köln und München kamen danach hinzu.
Mit Ende des Jahres 2013 stieg das Institut der Feuerwehr in Sachsen-Anhalt (Heyrothsberge) aus der ATF aus. Als Ersatz wurde im September 2014 die Feuerwehr Leipzig ausgewählt. Der Probebetrieb in Leipzig startete am 30. November 2016.
Seit Ende 2018 ist die Analytische Task Force (ATF) Deutschland für Einsätze in Europa gemeldet. Das Bundesministerium des Innern, für Bau und Heimat hatte die ATF im Civil Protection Pool der Europäischen Union angemeldet.

### Pilotprojekt ATF-B
Ergänzend zur ATF (nun „ATF-CRN“ genannt), deren Schwerpunkt in der Detektion radioaktiver und chemischer Gefahrstoffe liegt, wurde im August 2012 ein Pilotprojekt zur Erweiterung des Einsatzspektrums auf biologische Agenzien gestartet. Als Pilotstandorte für die ATF-B wurden die Feuerwehr Essen (in Zusammenarbeit mit dem Universitätsklinikum Essen) und das Landeskriminalamt Berlin (in Zusammenarbeit mit dem Robert Koch-Institut) ausgesucht.
Die ATF-B soll zukünftig mobil molekularbiologische und immunobiologische Nachweisverfahren einsetzen können, um damit Einsatzleiter vor Ort beraten zu können.

## Standorte

Standorte der ATF

An insgesamt sieben Standorten in Deutschland werden aktuell ATF-Einheiten vorgehalten. Die Standorte wurden so ausgewählt, dass jeder Punkt in Deutschland innerhalb eines 200-km-Umkreises liegt und in zwei bis drei Stunden erreicht werden kann. Hier sind aktuell ATF-Einheiten stationiert:
- Feuerwehr Hamburg
- Feuerwehr Mannheim
- Feuerwehr Dortmund
- Feuerwehr Köln
- Feuerwehr München
- Landeskriminalamt Berlin
- Feuerwehr Leipzig

Zusätzlich gibt es einen Standort für die ATF B (Biologische Gefahrenlagen) bei der Feuerwehr Essen.

## Aufgaben
Aufbauend auf den örtlichen CBRN-Abwehrstrukturen soll die ATF mit den Aufgabenbereichen
- Detektion und Identifikation gefährlicher chemischer Substanzen und Substanzgemische,
- Überwachung großer Areale mittels Fernerkundung,
- Lokalisation und Identifikation luftgetragener Schadstoffe,
- Situationsbewertung basierend auf Analyseergebnissen und toxikologischen Aspekten,
- Einschätzung der Lageentwicklung und
- Erarbeiten von Vorschlägen für Einsatzmaßnahmen (beispielsweise Warnung der Bevölkerung, Evakuierung, Dekontaminationsmaßnahmen)

unterstützend tätig werden.

## Einsätze
Die ATF wird pro Jahr ca. 160 bis 180 Mal zu Einsätzen hinzugerufen, wobei das Spektrum der Unterstützungsleistung der ATF für die Örtliche Einsatzleitung von der telefonischen Beratung bis zum Ausrücken mit der ATF in voller Personalstärke reicht.
Erfahrungen konnte die ATF durch die Teilnahme an verschiedenen europäischen Katastrophenschutzübungen, unter anderem der EULUX 2007 in Luxemburg und der VAR 2008 in Frankreich sowie die 2011 etablierte und im Zweijahresrhythmus stattfindende nationale Übung ATFEX gewinnen.
Neben internationalen Übungen wurden ATF-Einheiten bereits mehrfach präventiv bei Großereignissen wie der Fußball-Weltmeisterschaft 2006, dem G8-Gipfel in Heiligendamm 2007, der Fußball-Europameisterschaft 2008, dem NATO-Doppelgipfel 2009 in Baden-Baden und Kehl, den Leichtathletik-Weltmeisterschaften 2009 in Berlin und dem Papstbesuch in Deutschland 2011 eingesetzt.